# Петльований Віталій Іванович
Віталій Іванович Петльований (3 (16) грудня 1914, Вінниця — † 27 грудня 1989, м. Київ) — український радянський письменник.

## Життєпис
Народився в м. Вінниця, в родині службовця Івана Марковича Петльованого, батько якого, Марко, був українцем, а мати, Емілія Герасимівна, — з поляків.
Мати Віталія Петльованого — Марія Миколаївна Артюшкова. Російський дворянин з Орловщини, адвокат Микола Артюшков був одруженим з кріпачкою Варварою Онуфріївною. В родині Артюшкових було четверо дітей. Марія закінчила гімназію, інші діти мали вищу освіту.
Батько Віталія Петльованого служив у царській армії на офіцерській посаді, родині це довго відгукувалося, бідували, тож у шестирічному віці малий Віталій, щоб вижити, пас корову багатшим родичам, а вже в 14 років пішов працювати.
У 1921 році родина переїхала до села Хорошеве Харківського району. Віталій Петльований почав рано писати вірші. А в 1935 році, працюючи робітником на фабриці «Красная нить», він познайомився з видатним українським поетом Володимиром Сосюрою. І саме тоді за його рекомендацією відніс свої вірші в комсомольську газету «Ленінська Зміна». З цього ж року почав друкуватись.
Завжди згадував з теплотою і вдячністю Володимира Сосюру, від якого мав моральну підтримку і, як казали, «путівку в життя». Рукописний варіант його вірша «Любіть Україну» був вкладений у збірку віршів поета. Від 1937 року працював завідувачем відділу літератури в обласній газеті «Ленінська зміна». На той час там працювали літератори Олесь Гончар, Степан Крижанівський, Микола Нагнибіда, Валентина Ткаченко. Саме серед цих людей він зробив свої перші кроки в літературі.
З автобіографії: 
| Про юність зараз згадую з почуттям душевної вдоволеності. Ще малим не міг натішитися красою безкрайого степу. У моїй пам'яті залишилися підсліпуваті мерехтливі нічні багаття, навколо яких точилися нескінченні цікаві розмови бувалих людей. Чимало пісень, які любила наспівувати мати, або ті, що співали дівчата на вечорницях, війшли в моє серце назавжди. Про це мені хотілося згодом розповісти у своїх творах… |
Навчався на робітфаці, потім — у Харківському педінституті.
Відбув строкову службу у лавах Радянської Армії. У 1939—1940 роках брав участь у війні на монгольському фронті, в Халхин-Голі.
Учасник Другої світової війни. Працював військовим кореспондентом газети «Суворовский натиск». Війну закінчив у Празі в ранзі капітана.
У 1945—1951 рр. працював у редакції газети «Суворовский натиск» (Львів). У 1952 р. демобілізувався, родина переїхала до Києва.
Дружина Петльована (Яготіна) Ольга Іванівна (1922 р.н.), у 1941—1943 роках — медичний фельдшер, учасник Другої світової війни.
Діти: Ольга Пугач (Петльована) (1944 р.н.) — фізик, журналіст; Віталій Петльований (1946 р.н.) — продюсер кіно; Ірина Кравець (Петльована) (1950 р.н.) — журналіст. У родині 5 онуків, 10 правнуків.

## Творчість
1940 року вийшла його перша збірка віршів «Сурма кличе». Деякі його твори перекладено російською та польською мовами. Найбільш популярним твором є роман «Дівчина з передмістя» (1955), загальний наклад якого становить близько мільйона примірників. Не вийшов роман «Квіти на камені», написаний до 1953 р. Рукопис загублено.
Головний герой творів Петльованого — його сучасник, людина високого обов'язку.

### Твори
Романи
- «Сурми грають зорю» (1952,1964)
- «Трубы играют зарю» (1953,1969) (рос.)
- «Дівчина з передмістя» (1955, 1957,1959,1964,1969)
- «Девушка из пригорода» (1960, 1961) (рос.)
- «Девушка из предместья» (1962) (рос.)
- «Аміго» (1959, 1973)
- «Та це ж весна!» (1962, 1965)
- «Сирена з мечем» (1972, 1975, 1977, 1988)
- «Сирена с мечом» (1976) (рос.)
- «Вогонь для Прометея» (1979)
- «Гуляй-гора» (1987)

Повісті
- «Хотинці» (1949, 1956, 1965)
- «Хотинцы» (1982) (рос.)
- «Антонів вогонь» (1963)
- «Бакени на бистрині» (1967)
- «Безмежнеє поле» (1974)
- «Думницька повість» (1974)
- «Кремлівський патруль» (1969)

Художньо-документальні повісті
- «Людина і хліб» (1971)
- «Новий день починався вчора» (1978)
- «Спомини ратного поля» (1981)
- «Wspomnitniya z pola walki» (1985) (пол.)

Збірки нарисів та оповідань
- «Двоє» (1947)
- «Бориславка» (1950)
- «Шлях олімпійського чемпіона» (1952)
- «Каховський репортаж» (1953)
- «Сторінки життя» (1953)
- «Чужі листи» (1956)
- «Віктор Чукарін» (1957)
- «Далекий друг» (1957)
- «Золотий фініш» (1957)
- «Сліди на тротуарі» (1958)
- «Посторонись, Америко» (1960)
- «Плече друга» (1961)
- «Ключі достатку» (1962)
- «У Шляховій» (1962)
- «Карпатська легенда» (1969)
- «Карпатская легенда» (1969) (рос.)
- «Не розминися з долею» (1981)
- «Шлях живої води» (1984)

- Вибрані твори в 2 томах. Т.1 (1984), Т.2 (1987)

## Нагороди
Нагороджений орденом Вітчизняної війни 2-го ступеня, іншими орденами та медалями.

## Вшанування пам'яті
У спогадах про Віталія Петльованого згадували Анатолій Болабольченко, Дмитро Дереч, Анатолій Дімаров, Микола Іщенко, Дмитро Міщенко, Дмитро Павличко, Станіслав Реп'ях, Іван Цюпа, Олекса Ющенко, Джон Стейнбек та інші. Більшість з них вміщено в книзі «Усмішка Віталія Петльованого», що побачила світ до 90-річчя від дня народження письменника.